# 久慈大橋 (茨城県)
久慈大橋（くじおおはし）は茨城県の久慈川に架かる国道245号の道路橋である。鉄骨部が赤く塗装されていることから地元では『赤い橋』と呼ばれている。

## 概要
かつて久慈川の河口域に架かる橋は国道6号の「榊橋」と小さな木製の沈下橋の「留橋」しかなく、交通が発達するにつれ不便が生じていた。1956年（昭和31年）に水戸市、ひたちなか市、那珂郡東海村、日立市を結ぶ国道245号が指定されたのに伴い、久慈川を渡る久慈大橋の建設が決定した。
1957年（昭和32年）、東海村豊岡と日立市留町前河原を結ぶ久慈大橋が着工した。総工費4億2千万円（現在の24億円）をかけて、1963年（昭和38年）7月23日に開通した。約700ｍ北にある新茂宮橋も同日に開通した。
橋長366ｍ、幅員8ｍで、鉄筋コンクリート製の橋台と5基の橋脚に、桁長60mの下路式ウォーレントラス構造の橋桁が6本載っている。

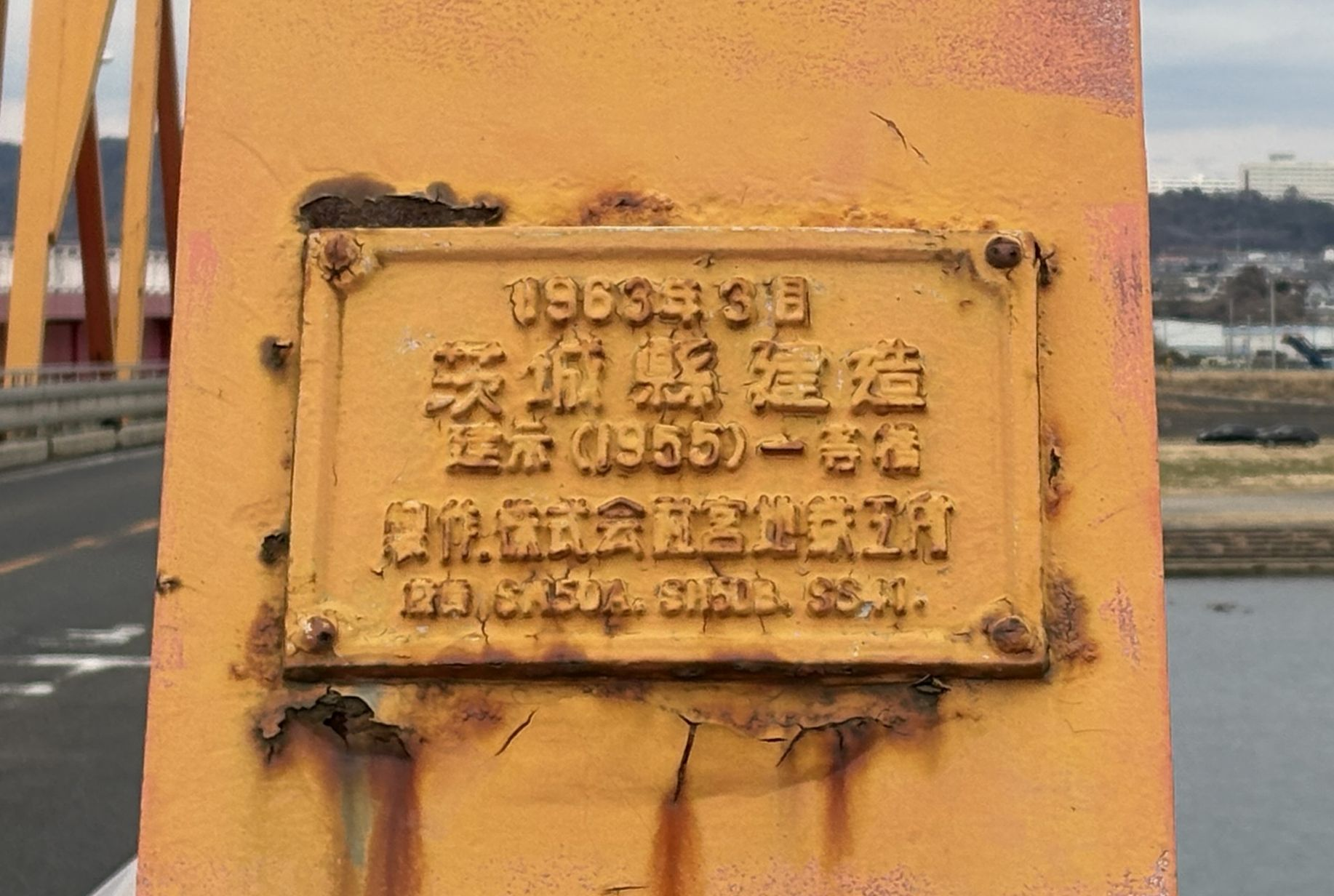
久慈大橋の銘板

久慈川に架かる橋の中で最下流に位置する。海が近いため鉄骨の錆び腐食が進行しやすく、定期的に錆止め塗装工事を実施しているほか、高欄（ガードレール）も塩害に強いアルミ製品に交換されている。
歩道が無かったため1998年11月に歩行車と自転車専用の「久慈大橋側道橋」が新設された。2016年には橋脚の耐震補強工事を行なった。。

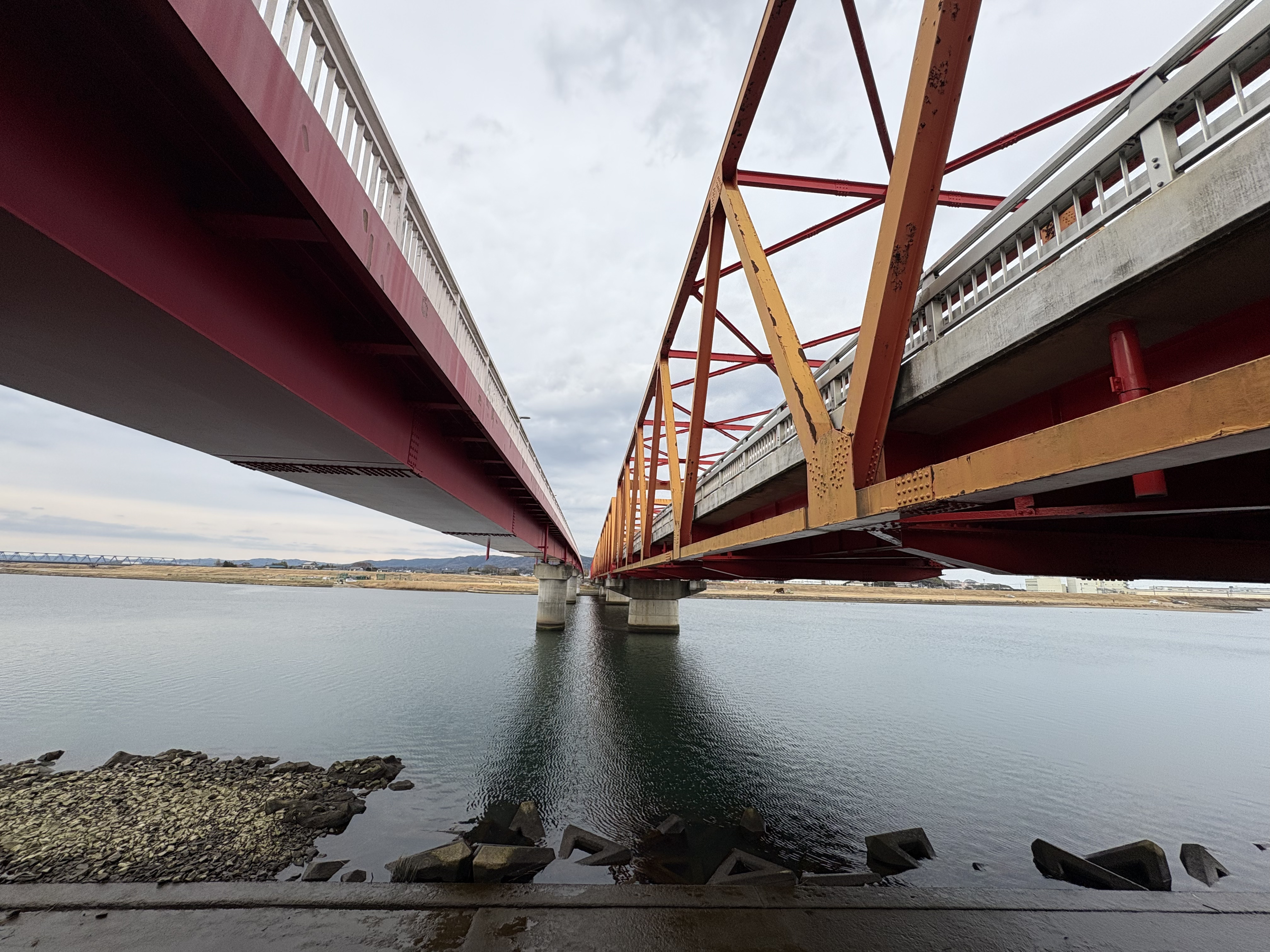
久慈大橋(右)と側道橋

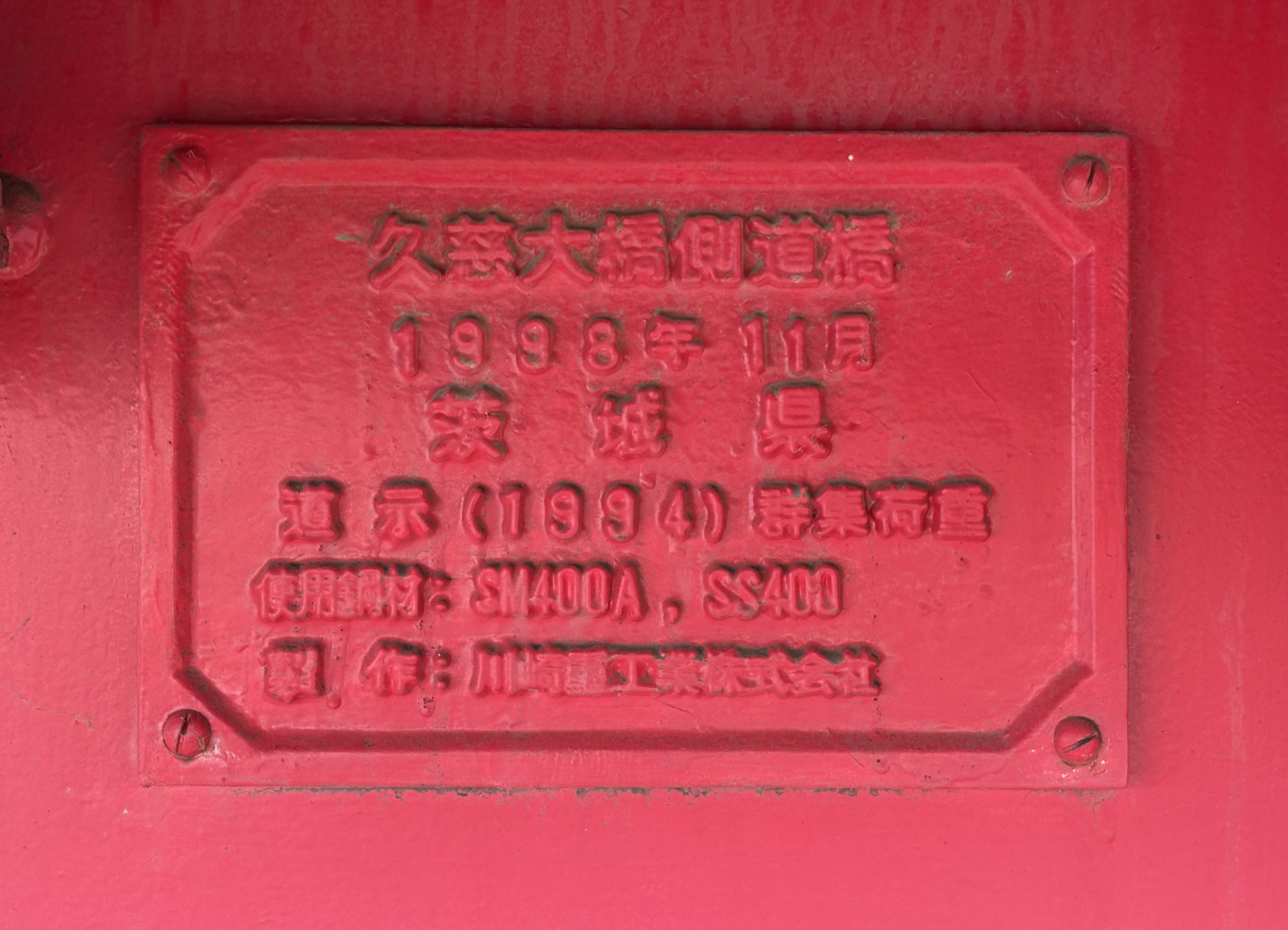
側道橋の銘板

2022年の調査によると1日あたりの交通量は2万2000台から2万4000台となっている。国道245号沿いには日立製作所、茨城港、常陸那珂開発地区、原子力関連の事業所、大型ショッピングセンターなどがあるため交通量が多く、橋の両側でいわゆる”ボトルネック渋滞”が慢性的に発生している。
橋の日立市側には車で自由に出入りが出来る河川敷が広がり、野球、バーベキュー、釣りなどのレジャーを楽しむ人々が多く見られる。トイレや水道設備は設置されていない。

## 4車線化
※この記事は2025年までの情報に基づいています

### 新橋梁の計画
1990年代から国道245号の4車線化が進められる中、国土交通省は2019年4月に久慈大橋の4車線化を正式に決定した。車道と歩道が一体化した全長370ｍ、全幅23.3mの新橋梁を現橋の下流川にすぐ隣に建設し、既存道路は生かして切り替えをスムーズに行うという計画である。建設予定額は133億円。新橋梁の設計は長大に委託した。
2022年10月、当初の案よりもさらに下流側にする変更案が出され、茨城県都市計画審議会はこれを可決した。同時に国道245号の線形も変更し建設予定額は当初案より28億円減の105億円となり、3年の工期短縮が見込まれる。当初の完成予定は2026年だったが、5年延長して2031年としている（2024年現在）。
2025年度中に下部工（橋脚部分）を着手する予定。橋脚は海や川に建設する際に多く用いられる「鋼管矢板井筒基礎」を採用する。

### 道路拡張の計画
久慈大橋より南の4車線化は1992年（平成4年）から始まり、ひたちなか市部田野から東海村豊岡までの12.1km区間が完了した。豊岡から久慈川までの0.8kmが残る（2024年現在）。
また久慈大橋より北は、2011年（平成23年）10月の新茂宮橋の4車線化により留町交差点から日立港入口交差点までの約2.5km区間が完了した。さらに北の日立市水木町までの約1.9kmについても2015年より事業費67億円で拡幅事業を進めている（2024年現在）。将来的には日立市国分町まで4車線にする計画となっている。

## 登場する作品
- ゴジラ2000 ミレニアム（1999年の邦画）